# Vincent Jay
Vincent Jay (n. 18 mai 1985, Albertville, Rhône-Alpes, Franța) este un biatlonist ce a reprezentat Franța, medaliat olimpic. A participat la o ediție a Jocurilor Olimpice (2010) în care a câștigat o medalie de aur și o medalie de bronz.